# Айдирлінський
Айдирлі́нський (рос. Кваркено) — селище у складі Кваркенського району Оренбурзької області, Росія.

## Історія
Селище утворилось при розробці Айдирлінського золоторудного родовища в кінці 19 століття і було названо Приїск Айдирлінський (Стара Айдирля). Знаходилось воно спочатку за 5,5 км на схід від сучасного селища. 17 травня 1941 року селище отримало міський статус і сучасну назву. У кінці 1950-их років родовище було вичерпане та закрите. Ще певний час селище існувало і було заселене, однак пізніше було перенесено на захід, на сучасне місце — на річку Айдирля. Нове селище отримало назву Нікель-Рудник, однак пізніше перейменоване в сучасну назву. 1999 року селище втратило міський статус.

## Населення
Населення — 665 осіб (2010; 758 у 2002).
Національний склад (станом на 2002 рік):
- росіяни — 78 %